# 羅茲扎利夫
50°22′34″N 24°27′36″E / 50.37611°N 24.46000°E
羅茲扎利夫（烏克蘭語：Розжалів），是烏克蘭西部的村莊，隸屬利維夫州的舍普季茨基區。該村始建於1456年，面積1.34平方公里，海拔高度205米，2001年人口679。